# Альба, Ричард
Ричард Альба (англ. Richard Denis Alba, 22 декабря 1942, Нью-Йорк, Нью-Йорк — 4 июня 2025) — американский социолог, профессор Центра аспирантуры CUNY и кафедры социологии Университета штата Нью-Йорк в Олбани, где он основал Центр социального и демографического анализа Университета Олбани. Он был известен разработкой теории ассимиляции, соответствующей современной многорасовой эпохе иммиграции, проводя исследования в Америке, Франции и Германии. В 2020 году он был избран в Национальную академию наук США.
Альба вырос в Нью-Йорке, где он учился в Высшей школе наук в Бронксе, а затем получил степень бакалавра и доктора в Колумбийском университете; он получил степень бакалавра в 1963 году и степень доктора философии в 1974 году. 
Текст Альбы по теории культурной ассимиляции (написанный совместно с Виктором Ни) «Переделка американского мейнстрима» (2003) получил премию Томаса и Знанецки Американской социологической ассоциации и премию Мирры Комаровски Восточного социологического общества. Это была 36-я наиболее цитируемая работа по социологии в период с 2008 по 2012 год.
Альба также писал об исторических реалиях ассимиляции, используя в качестве примера итало-американцев. В своей книге «Этническая идентичность: трансформация белой Америки» (1990) он обобщает свои размышления об ассимиляции так называемых белых этнических групп. Его работа «Размывание цветной границы: новый шанс для более интегрированной Америки» (2009) применила эти идеи к небелым американцам.
В 2001 году Альба был избран вице-президентом Американской социологической ассоциации. В 1997 и 1998 годах он был президентом Восточного социологического общества. 
С 2012 по 2013 год Альба был президентом Ассоциации социологических исследований. Он получил премию «За выдающиеся заслуги» от секции международной миграции Американской социологической ассоциации и премию «За заслуги» от Восточного социологического общества. Он был удостоен стипендии Джона Саймона Гуггенхайма, двух грантов Фулбрайта, а также стипендий Германского фонда Маршалла и Фонда Рассела Сейджа. Он был действительным членом Института Рэдклиффа. 
Альба умер 4 июня 2025 года в возрасте 82 лет.